# Petit-duc de Principe
Otus bikegila
Espèce
Statut de conservation UICN

 CR B1ab(iii) : 
En danger critique
Le petit-duc de Principe (Otus bikegila) est une espèce d'oiseaux de la famille des Strigidae.

## Répartition
Cette espèce est endémique de l'île de Principe à Sao Tomé-et-Principe.
La surface de forêt subsistant sur Principe est faible, autour de 30 km2, et menacée par la déforestation.

## Historique
Le petit-duc de Principe, également appelé chouette épervière de Principe a été découvert en juillet 2016 par l'ornithologue belge Philippe Verbelen (d), qui a commencé ses travaux sur l'île en 2009 à partir d'un témoignage du biologiste portugais Martim Melo (d) qui aurait détecté un cri inconnu, ressemblant à une chouette. Après la prise de quelques clichés, Verbelen, Melo et le chercheur suédois George Sangster (d) ont déclaré à la conférence internationale sur la biologie des îles du golfe de Guinée avoir découvert une nouvelle espèce.
Otus bikegila est décrit officiellement par Melo et al. en 2022 dans la revue ZooKeys,.

## Systématique
Le nom valide complet (avec auteurs) de ce taxon est Otus bikegila Melo (d), Freitas (d), Verbelen (d), da Costa (d), Pereira (d), Fuchs (d), Sangster (d), Correia (d), de Lima (d) & Crottini (d), 2022.